# Johann Desch

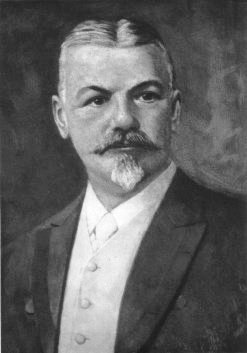
Johann Desch

Johann Desch (* 27. April 1848 in Glattbach; † 29. Januar 1920 in Aschaffenburg) gilt als einer der Mitbegründer der industriellen Fertigung von Bekleidung in Deutschland.

## Leben
Desch war gelernter Schneider und fertigte im Deutschen Krieg 1866 Maßuniformen für das preußische Militär. Dabei kam er zu dem Schluss, dass der Körper des Menschen genau zu bestimmende anatomische, zueinander in Beziehung stehende Größenverhältnisse aufweist. Diese Erkenntnisse setzte Desch ab 1874 in einer Fabrik in der Sandgasse 43 in Aschaffenburg um, die als erste in Deutschland Herrenkonfektion in Serie produzierte. 1892 erwarb er das Hotel Diana am Hauptbahnhof, ließ es abreißen und erbaute dort das neue dreistöckige Fabrikgebäude.
Durch neu entstehende Kleidergeschäfte wurden seine Herrenkonfektionen an die schnell wachsende Bevölkerung in den Industriestädten Hanau, Offenbach am Main und Frankfurt am Main verkauft. Heimarbeiter aus dem wirtschaftlich schwachen Spessart führten für ihn die Näharbeiten durch. Der Aschaffenburger Raum wurde in Folge zu einem der Zentren der Bekleidungsindustrie. Auf dem Höhepunkt der Entwicklung im Jahre 1955 gab es in der Region rund 400 textilverarbeitende Betriebe mit fast 19.000 Beschäftigten.
Die Kleiderfabrik Desch zog 1953 nach Goldbach, ging im Jahr 2003 insolvent und galt bis dahin als eine der ältesten Kleiderfabriken der Welt.

## Ehrungen

Glattbacher Wappen

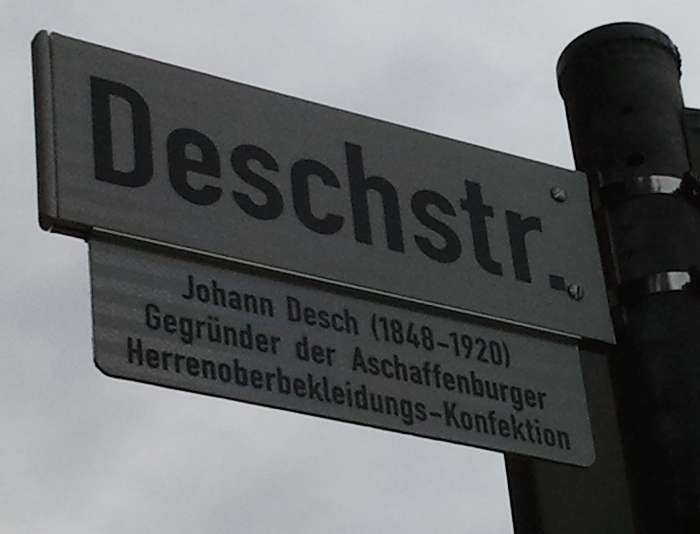
Straßenschild in Aschaffenburg

- In der Aschaffenburger Sandgasse 42 ist zur Erinnerung an den Begründer der Herrenkonfektion seit Mai 1987 eine Gedenktafel angebracht.
- Im Glattbacher Gemeindewappen werden ihm zu Ehren drei Garnrollen geführt.
- In Aschaffenburg wurde die Deschstraße nach ihm benannt.